# Jeroen Tel
Jeroen Tel, pseud. WAVE (ur. 19 maja 1972) – holenderski kompozytor muzyki elektronicznej, znany dzięki wielu utworom z gier komputerowych na Commodore 64 napisanych w latach 80. i na początku lat 90.
Tel jest członkiem grupy Maniacs of Noise.
Wybrane kompozycje z gier komputerowych na Commodore 64:
- Combat Crazy
- Cybernoid
- Cybernoid II
- Eliminator
- Hawkeye
- Lemmings
- Myth: History in the Making
- Robocop 3
- Rubicon (muzyka tytułowa)
- Saboteur II
- Scout
- Supremacy
- Turbo Outrun